# Sandu (distrikt)
Sandu är ett distrikt i Gambia. Det ligger i regionen Upper River, i den östra delen av landet, 240 km öster om huvudstaden Banjul. Antalet invånare var 23 659 vid folkräkningen 2013. De största orterna då var Diabugu Batapa, Darsilame Bullembu, Darsilame Takutala, Misera och Kuwonku Ba.